# Міра дисперсії
Мірою дисперсії (DM - Dispersion Measure) називається інтеграл у виразі повного зміщення фази при проходженні хвилею відстані L у плазмі:
{\displaystyle \alpha \approx \omega {L \over c}-{e^{2} \over 2c\varepsilon _{0}m_{e}\omega }\int \limits _{0}^{L}N_{e}\ dx} (1.1)

{\displaystyle DM=\int \limits _{0}^{L}N_{e}\ dx} (1.2)
де e – заряд електрона, {\displaystyle \varepsilon _{0}}– електрична стала, {\displaystyle m_{e}} – маса електрона, {\displaystyle N_{e}}– концентрація електронів у плазмі.Якщо експериментальним шляхом вдається виміряти зміщення фази, то можна розрахувати міру дисперсії та оцінити середню електронну концентрацію {\displaystyle {{\overline {N}}_{e}}}вздовж променя зору (за умови знання відстані до джерела випромінювання). Зміщення фази в загальному випадку має невизначеність 2π, тому при вимірюванні міри дисперсії DM використовують диференційну методику, коли визначається зміщення фази сигналу на двох близьких частотах {\displaystyle \omega _{1}} та {\displaystyle \omega _{2}}: 
{\displaystyle \vartriangle \alpha ={\bigl (}\omega _{1}-\omega _{2}{\bigr )}{L \over c}-{e^{2} \over 2c\varepsilon _{0}m_{e}}{\Bigl (}{1 \over \omega _{1}}+{1 \over \omega _{2}}{\Bigr )}DM} (1.3)
Внаслідок залежності коефіцієнта заломлення від частоти,довгі хвилі поширюються повільніше, ніж короткі. Як результат, сигнал, що генерується одночасно на різних частотах, на довгих хвилях приходить пізніше, ніж на коротких. Тому інтеграл в формулі (1.1) i отримав свою назву. Зазвичай розмірність міри дисперсії:
```

  

    

      

        
[

        
D

        
M

        
]

        
=

        

          

            

              
p

              
a

              
r

              
s

              
e

              
c

            

            

              
c

              

                
m

                

                  
3

                

              

            

          

        

      

    

    
{\displaystyle [DM]={parsec \over cm^{3}}}

  

[
1
]
```

### Міжзоряне середовище
Пульсари - це обертаючі нейтронні зірки, які випромінюють імпульси з дуже рівними інтервалами - від мілісекунд до секунд. Астрономи вважають, що імпульси випромінюються одночасно в широкому діапазоні частот. Однак, як спостерігають на Землі, компоненти кожного імпульсу, випромінюваного на більш високих радіочастотах, надходять раніше, ніж випромінювані на нижчих частотах. Ця дисперсія відбувається через іонізовану складову міжзоряного середовища, головним чином вільні електрони, які роблять частотну групову швидкість залежною. Додаткова затримка, додана на частоті {\displaystyle \nu }, становить :
{\displaystyle t=k_{DM}\cdot {\Bigl (}{DM \over \nu }{\Bigr )}},
де {\displaystyle k_{DM}} константа дисперсії та дорівнює {\displaystyle k_{DM}={e^{2} \over 2\pi m_{e}c}\simeq 4.149GHz^{2}pc^{-1}cm^{3}ms}
При поширенні у міжзоряному іонізованому середовищі радіохвилі зазнають спотворення. Оскільки радіоімпульси від пульсарів є досить стабільними, то їх можна використовувати для зондування міжзоряного середовища. За допомогою вивчення радіоімпульсів на близьких частотах можна виміряти міри дисперсії DM:
{\displaystyle \vartriangle t={e^{2} \over 2c\varepsilon _{0}m_{e}}{\Bigl (}{1 \over \omega _{1}^{2}}+{1 \over \omega _{2}^{2}}{\Bigr )}DM,}

де c – швидкість світла, e, {\displaystyle m_{e}}– заряд та маса електрона, {\displaystyle \varepsilon _{0}} – електрична стала. Якщо незалежним чином визначена відстань до пульсара, то користуючись мірою дисперсії можна визначити середню густину плазми на промені зору. Відстань до найближчих пульсарів виміряна за допомогою інтерферометрів та методики таймінгу. У разі неможливості виміряти відстань використовуються непрямі методики, які часто пов’язані з визначенням відстані до оточення пульсара (скупчення чи залишки вибуху наднової тощо). У такому підході можливі хибні ідентифікації внаслідок проекції положення пульсара на небесну сферу поряд з віддаленими об’єктами. Якщо відомі усереднені характеристики міжзоряного середовища, то, навпаки, по мiрi дисперсії DM, можна оцінити відстань до пульсара.
1. ↑  Радіоастрономія (Українська) . Київ: Вчена рада фізичного факультету   Київського національного університету імені Тараса Шевченка. 2021. с. 56—57. {{cite book}}: |first= з пропущеним |last= (довідка)